# Dendrortyx barbatus
El colín barbudo o perdiz veracruzana (Dendrortyx barbatus) es una especie de ave galliforme de la familia Odontophoridae que se localiza exclusivamente en zonas montañosas templadas y frías de Veracruz y el oriente de San Luis Potosí, en México.

## Características
Es similar en tamaño y aspecto a las otras dos especies del género Dendrortyx, y su distribución se solapa parcialmente con la del colín rabudo (D. macroura). El colín barbudo, sin embargo, se distingue por tener la garganta de color gris (de donde le viene el nombre de barbatus, "barbada") y la cabeza parda. El pico es rojo, lo mismo que el anillo de plumas alrededor del ojo; el ojo es oscuro. No se conocen subespecies.

## Historia natural
Es muy raro avistarla. Habita en bosques de niebla y laderas de volcanes poco accesibles, como el Cofre de Perote y el Pico de Orizaba.